# 德莫特·歐萊瑞
德莫特·歐萊瑞（Sean Dermot Fintan O'Leary, Jr.，1973年5月24日—）是英國的一位節目主持人。他是ITV的眾多電視節目和BBC廣播二台廣播節目的主持人。自2007年開始，他是英國版X音素的主持人。他曾是基督少年軍的成員。